# پرک (بهاباد)
پرک (بهاباد)، روستایی از توابع بخش مرکزی شهرستان بهاباد در استان یزد ایران است.

## جمعیت
این روستا در دهستان جلگه قرار دارد و براساس سرشماری مرکز آمار ایران در سال ۱۳۸۵، جمعیت آن ۱۲۰ نفر (۳۳خانوار) بوده‌است.